# Военное благочиние (Санкт-Петербургская епархия)
Военное благочи́ние — округ Санкт-Петербургской епархии Русской православной церкви. Включает 16 приходов, 23 приписных храма, 20 часовен, 1 молитвенную комнату.
Центральный храм — церковь Святой Троицы в Красном Селе. Благочинным является архимандрит Алексий (Ганьжин), настоятель Никольского морского ставропигиального собора города Кронштадта.

## Благочинные военного духовенства Санкт-Петербургской епархии

Благочинный Гвардейского духовенства Санкт-Петербурга (1800) Александр Желобовский
Военный благочинный санкт-петербургских и новгородских церквей (1892—1918) Алексий Ставровский
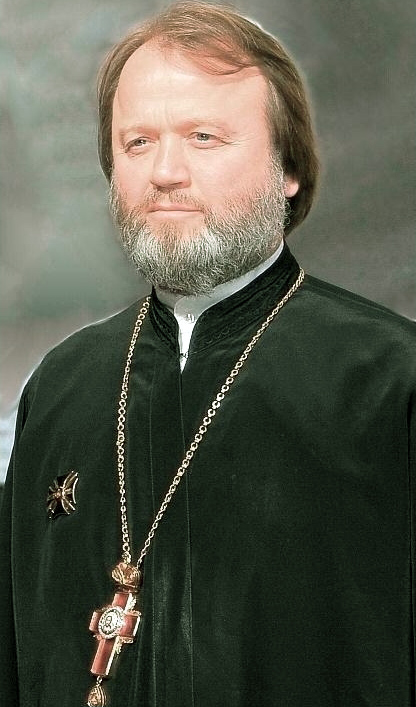
Благочинный Военного благочиннического округа Санкт-Петербургской епархии (с 2005) Алексий (Ганьжин)

В 1880 году благочинным Гвардейского духовенства Санкт-Петербурга был назначен Александр Желобовский — в будущем протопресвитер Русской армии и флота.
С 1892 по 1918 год благочинный Санкт-Петербургского и Новгородского церковного армейского ведомства Алексий Ставровский. Одним из его предшественников являлся военный благочинный, протоиерей Дамиан Борщ.
Наряду с благочинием, во главе которого стоял Алексий Савровский, известны:
- Благочинный Кронштадтских военных церквей протоиерей Василий Салтыков.
- Благочинный Гвардейского духовенства Санкт-Петербурга протоиерей Пётр Зиновьевский, настоятель Спасо-Преображенского всея Гвардии собора, которому ещё в период Русско-турецкой войны 1877—1878 годов был поручен надзор над духовенством, назначенным в поход с гвардейскими полками, с присвоением ему звания «исправляющего должность благочинного».

## Храмы Военного благочиния Санкт-Петербургской епархии
| Изображение | Наименование | Освящён | Адрес | Настоятель                         |
| ----------- | --- | --- | --- | ---------------------------------- |
|             | Морской Никольский собор (Кронштадт) ставропигиальный | Освящение собора состоялось 23 июня 1913 года в присутствии императорской семьи. Вновь освящён в 2013 году. | Кронштадт, Якорная площадь, 1                                                                                   | архимандрит Алексий (Ганьжин)      |
|             | Троицкая церковь (Красное Село) (гарнизонный храм) | Церковь была освящена 20 июля 1735 года. Вновь освящена в 2011 году.                                        | Санкт-Петербург, Красное Село, проспект Ленина, 108                                                             | протоиерей Георгий Волобуев        |
|             | Церковь Милующей Божией Матери | Главный алтарь храма был освящён 25 октября 1898 года                                                       | Санкт-Петербург, Большой проспект Васильевского острова, 100, в. ч. № 70023                                     | архимандрит Алексий (Ганьжин)      |
|             | Храм Святого великомученика Георгия Победоносца (при штабе Ленинградского военного округа) | Храм освящён 13 февраля 1822 года; повторно 23 февраля 1890 года; вновь 3 апреля 2002 года                  | Санкт-Петербург, Дворцовая площадь, 10                                                                          | богослужения по особому расписанию |
|             | Церковь Преображения Господня (приписана ко храму Святого великомученика Георгия Победоносца при штабе ЛенВО) при штабе Северо-Западного регионального командования Внутренних войск МВД.                         | | Санкт-Петербург, Миллионная улица, 33                                                                           | протоиерей Димитрий Василенков     |
|             | Храм Воскресения Христова (Воскресения Словущего) (при Санкт-Петербургском кадетском ракетно-артиллерийском корпусе)                                                                                              | 30 января 1810 года храм торжественно освятил митрополит Амвросий (Подобедов).                              | Санкт-Петербург, Московский проспект, 17                                                                        | богослужения по особому расписанию |
|             | Храм в честь иконы Божией Матери «Неопалимая купина» (возведён в 2003 году на территории мемориального комплекса при 11-й пожарной части, посвящённого памяти пожарных, погибших при исполнении служебного долга) | Храм освящён 27 июня 2003 года                                                                              | Санкт-Петербург, Выборгская сторона, Лесной проспект, 17                                                        | иерей Георгий Сычёв                |
|             | Храм Рождества Иоанна Крестителя (при Санкт-Петербургском суворовском военном училище) | | Санкт-Петербург, Садовая улица, 26                                                                              | богослужения по особому расписанию |
|             | Храм-часовня во имя святой благоверной царицы Тамары (при отряде милиции особого назначения ГУВД по Санкт-Петербургу и Ленинградской области)                                                                     | | Санкт-Петербург, Красное Село, улица Лермонтова, 30                                                             | богослужения по особому расписанию |
|             | Церковь Спаса-на-Водах (Петербург) — «символ братской могилы для погибших без погребения»; хранит память о героях-моряках, погибших в Русско-японскую войну 1904—1905 годов                                       | | Санкт-Петербург, Английская набережная, 76                                                                      |                                    |
|             | Храм Рождества Иоанна Крестителя в посёлке Глебычево | | посёлок Глебычево Выборгского района Ленинградской области                                                      | священник Владимир Даниловский     |
|             | Часовня, с 1918 года церковь во имя Преподобной Евфросинии Полоцкой, возрождена в 2007 году | | Санкт-Петербург, проспект Стачек, 74                                                                            | иерей Алексий Васильев             |
|             | Восстанавливаемый храм Святителя Николая (при Балтийском государственном техническом университете (Военмех)). | | Санкт-Петербург, 1-я Красноармейская улица, 1                                                                   | богослужения по особому расписанию |
|             | Храм-часовня Святой мученицы царицы Александры в Горелове (приписан ко красносельскому Свято-Троицкому гарнизонному храму) (при 63 ОБРОН ВВ МВД)                                                                  | | Санкт-Петербург, остановка Таллинское шоссе, 40                                                                 | протоиерей Алексий Власов          |
|             | Храм Всех Святых (в память сотрудников УФСИН, погибших при исполнении служебного долга) | | Санкт-Петербург, Заусадебная улица, 25а (территория парка 300-летия Санкт-Петербурга на берегу Финского залива) | иерей Алексий Галкин               |

## История военного благочиния Санкт-Петербургской епархии
История военного благочиния Санкт-Петербургской епархии насчитывает более двух веков. Ещё во время Отечественной войны 1812 г. Песоцкий, Петр Дмитриевич участвовал в походе в звании благочинного над духовенством Санкт-Петербургского и Новгородского ополчений и был награждён бронзовым крестом на Владимирской ленте, орденом св. Анны 2-й степени. Он был ещё известен тем, что 27 января 1837 г. принимал исповедь у А. С. Пушкина. Всего в 1812 г. в ведомстве армейского духовенства состояли 240 человек, 200 из которых принимали участие в Отечественной войне.
В 1837 г. генерал-майор Кроль приказал открыть в Петербурге синагогу для солдат-евреев гарнизона (бет-кнесет ха-хайялим) и распорядился выделить под синагогу помещение, для неё был использован флигель казармы учебного саперного батальона, и где в течение многих десятков лет солдаты пользовались правом «отправлять обряды веры».
Развитие военного благочиния в Санкт-Петербургской епархии сопровождалось передачей храмов из епархиального ведомства в военное и морское. Эта деятельность осуществлялась и в конце XIX века, так в 1890 г. в духовное военное ведомство передали несколько крепостных и госпитальных церквей, а в 1900 г. состоялась передача в ведение военного духовенства с причислением к флотскому гвардейскому экипажу одного из крупнейших храмов Петербурга — Николо-Богоявленского морского собора.
В Петербургском военном округе к началу XX века насчитывалось более 100 военных храмов и ещё несколько десятков храмов планировалось построить.
Должность благочинного санкт-петербургских и новгородских церквей армейского ведомства была определена в 1854 г., однако все ещё была нештатной. Благочинным, занимавшим эти должности, были предоставлены права и содержание дивизионных благочинных.
К началу XX века сформировалась более четкая структура духовной службы в русской армии. Схематично это выглядело следующим образом: Протопресвитер военного и морского духовенства => Главные священники округов => Дивизионные, бригадные, гарнизонные, благочинные => Полковые, госпитальные и тюремные священники. Чтобы выделить военных благочинных, Обер-священник армии и флота, П. Я. Озерецковский ещё в 1800 г. исходатайствовал всем военным благочинным наперсные кресты для отличия их от других священников.

Церковь Семеновского полка. Красное Село

Походная церковь. Красное Село

В начале XX века в Санкт-Петербургской епархии состояло множество церквей, приписанных к военному ведомству, также строились церкви именно для военных, а во время больших манёвров, например, в Красном Селе под Санкт-Петербургом устанавливались походные церкви.
Выделялись и отдельные военные благочиния.
2 ноября 1889 года Высочайше утверждённым постановлением Военного Совета один из настоятелей неподвижных церквей гвардейского ведомства и один из настоятелей таких же церквей в Санкт-Петербурге и его окрестностях армейского ведомства были включены в штат благочинными: один — гвардейского духовенства, а другой — санкт-петербургских и новгородских церквей армейского ведомства.

## Современная история военного благочиния Санкт-Петербургской епархии
Военное благочиние Санкт-Петербургской епархии воссоздано указом митрополита Санкт-Петербургского и Ладожского Владимира в 2005 году. Включает храмы при военных и правоохранительных учреждениях Санкт-Петербурга и Ленинградской области. На должность благочинного назначен член Епархиального совета, председатель отдела по взаимодействию с Вооружёнными силами и правоохранительными учреждениями — архимандрит Алексий (Ганьжин). Центральным храмом благочиния является Свято-Троицкий собор в Красном Селе, который был возвращён Русской православной церкви в 1990-х годах, а полностью восстановлен и вновь освящён в 2011 году.